# Историја развојне психологије
Развојна психологија је грана психологије која тежиште својих истраживања ставља на процес развоја не само у детињству већ и на све друге периоде одраслог доба, укључујући и доба старости. Као и свака друга научна дисциплина, и она има своју историју. Историчари ове психолошке дисциплине деле њену историју на следеће периоде: прелиминарни период,  период уобличавања, формативни период, период институционализације и специјализације и савремени период.

## Прелиминарни период (до краја XVIII века)
У овом периоду, који обухвата време од античке Грчке до краја XVIII века, још нема научне развојне психологије, као што нема ни емпиријских проучавања психичког развоја. Интересовања за дете, детињство и друге узрасте, произлази из практичких разлога,  углавном везано за васпитање. Мисли о детињству, детету и развоју настају као резултат филозофских рефлексија и спекулације. Поједине идеје први пут се јављају код грчких филозофа Демокрита, Платона и Аристотела, те код римског филозофа Цицерона. Касније се мисли о детету и васпитању јављају код учених људи, филозофа и теолога свих вероисповести.
Чешки образовни реформатор и верски вођа Јан Амос Коменски (1592-1670) је доста писао о деци управо из васпитног угла, па је 1658. године објавио књигу-сликовницу ”Свет у сликама” (лат. Orbis Senzualium Pictus). Полазећи од теорије природног права, француски филозоф Жан Жак Русо (1712-1778) размишља о деци и младима из васпитног угла; године 1762. објавио је студију о васпитању под насловом ”Емил или о васпитању”. О васпитању пишу бројни филозофи, као што су Џон Лок, Имануел Кант и други. Јохан Николас Тетенс је указивао на развој у целом животном току и залагао се за емпиријско проучавање развоја путем посматрања, по угледу на природне науке.
За развојну психологију овај период је значајан, поред осталог, и по фолозофским расправама о пореклу сазнања, јер су њихове емпиристичке и рационалистичке концепције утицале на касније научне психолошке теорије о сазнајном развоју.

## Период уобличавања (крај XVIII века до 1882.)
Стотинак година које непосредно претходе формирању научне развојне психологије карактеришу се по двема новинама, једној у методолошкој и другој у сфери идеја.
За прве биографске студије које се јављају у овом периоду можемо рећи да представљају прва емпиријска изучавања детета и развоја. Реч је о дневничким белешкама различите дужине (од неколико недеља до неколико година) које се воде о понашању сопствене деце, без систематичности и без нарочите бриге за објективност података. Прву биографску студију дао је Немац Дитрих Тидеман 1787. године под насловом ''Посматрања развоја душевних способности код деце''. Аутори биографских студија су и Сигисмунд (1856), Кусмаул (1859), Иполит Тен (1876) и Чарлс Дарвин (1877). Дарвинова студија под насловом ''Биографска скица једне бебе'', инспирисана Теновим радом, представља прво теоријско интересовање за развој детета, у склопу његове теорије еволуције. Дарвин се интересовао за облике изражавања емоција код деце и животиња.
У Србији једноставне дневничке белешке о свом сину Петру (о времену проходавања, проговарања итд.) води и Захарије Орфелин (друга половина XVIII века).
Фридрих Аугуст Карус (Carus, 1808) даје први опис људског развоја у току целог живота, поделивши га претходно у четири периода. Карус је опис дао на основу посматрања.
Белгијски научник Адолф Кетле (Qetelet, 1835) је изучавао индивидуални развој током целог живота, уводећи по први пут истраживања попречног пресека (тј. са хоризонталним нацртом).
Научна психологија још увек није настала, тако да главне идеје које су се показале значајним за развојну психологију у овом периоду долазе из два извора, из ембриологије и биологије (тј. теорије еволуције).
Пионир компаративне ембриологије Карл Ернст фон Баер (1792-1876) је уобличио фундаменталне принципе онтогенетске промене. По њему, развој се одвија кроз след ступњева, од глобалног ка специфичном и од хомогеног ка диференцираном стању.
Осим тих принципа, у XIX веку били су формулисана још два, преформизам и епигенеза (оба примењива на ембрионални развој). Међутим, они који су прихватали принцип епигенезе нису у њему (нити у принципу диференцијације) налазили одговор на питање зашто се развој одвија баш кроз те ступњеве и зашто долази баш до те крајње тачке, а не до неке друге. Тај одговор су нашли у биогенетском закону Ернста Хекела (Haeckel, 1866) који је повезивао еволуцију и онтогенезу на начин паралелизма: онтогенеза је кратка рекапитулација филогенезе. Када касније настаје развојна психологија, Хекелов биогенетски закон служи, поред Дарвиновог учења, као снажан извор инспирације.

## Формативни период (1882—1912)
Нема много слагања око тога коју годину треба узети као датум настанка савремене развојне психологије. Једни ће рећи да је то година 1882., када је немачки физиолог и ембриолог понашања Вилхелм Прајер објавио своју књигу под насловом ”Душа детета”, други ће, по аналогији са Вунтовим оснивањем лабораторије за експерименталну психологију, указати на годину 1891., када је Стенли Хол на Кларк универзитету у САД основао Институт за проучавање детета, трећи ће, опет, истаћи неку другу годину и догађај. Било како било, развојна психологија као научна дисциплина настаје заиста крајем XIX века, и то не као непосредни израз експерименталне психологије, него поред ње - како у теоријском тако и у методолошком смислу. Овај тридесетогодишњи период обележен је појединцима који су је оснивали, значајним догађајима, теоријским решењима, првим облицима примене, појавом нових метода, првим проучавањима развојно-психолошких функција.
Научници разних дисциплина у овом времену (биолози, ембриолози, филозофи, педагози) били су снажно инспирисани Дарвиновом теоријом еволуције, и посебно Хекеловим законом. Тешко је преценити утицај који је овај закон оставио на тадашње и касније теоретисање у разојној психологији. Пошто је он био одбачен од биолога убрзо пошто је формулисан (1866), очигледно је да његово ''пресељење'' у развојну психологију није било само ствар угледања на старију дисциплину, биологију.
Према Хекеловом закону требало би да се у онтогенези смењују ступњеви као квалитативне целине онако како су се у еволуцији јављале квалитативно нове врсте. Ембриологија није потврђивала тај закон, али га се, упркос томе, развојна психологија, и то не само у почетку, држала у мањој или већој мери. Нужан и непроменљив след ступњева у психичкој онтогенези, универзалан за цео људски род, усмерен ка једној истој завршној тачки, која се достиже пре пуне зрелости, после чега тек могу да следе различите развојне путање – ето то је „списак” развојно-психолошких поставки скројених према Хекеловом закону. И такво кројење развојно-психолошких теорија налазимо и код Стенлија Хола, код Џејмса Марка Болдвина, код Сигмунда Фројда и других. Чак се и васпитање и образовање кроје према биолошком закону: васпитање и образовање треба да омогуће природни ток развоја, никако да га спрече или успоре.
Овај период својом делатношћу нарочито су обележили Стенли Хол, Вилхелм Прајер, Алфред Бине, Марк Болдвин и Сигмунд Фројд.

### Стенли Хол
Стенли Хол (S. Hall) је, по повратку из Европе (где је, између осталог, учио психологију код Вунта), развио велику и богату активност на пољу психологије у целини, а посебно везано за развојну психологију. Осим већ поменутог оснивања Института за проучавање детета, Хол је 1891. године основао и први часопис из развојне психологије, Педагошки семинар (Pedagogical Seminary, касније преименован у Journal оf Genetic Psychology), постао је први председник Секције за проучавање детета Националног педагошког друштва (1893), написао је први уџбеник о адолесценцији (1906) и о старењу (1922). Први је применио метод упитника у изучавању деце, а нарочито је познат као оснивач Покрета за проучавање детета. После оснивања Покрет се раширио не само у САД, него и у многим европским земљама, па је тако доспео и у Краљевину Србију.
Покрет није као своје чланове укључивао само психологе, него припаднике разних професија, нарочито учитеље, професоре и лекаре. Примењујући упитник на великим узорцима деце различитих узраста, Хол и чланови покрета сакупљали су мноштво података о ''садржају дечјег духа'' (о разним знањима, веровањима, мишљењима).
У Краљевину Србију Холов покрет је дошао 1906. године, када је у Београду основано Српско друштво за дечју психологију. Друштво је следеће године основало и свој часопис, који је под називом Гласник Српског друштва за дечју психологију излазио до 1910. године. У њему су чланке објављивали најпознатији психолози из света, као Хол, Клапаред, Мојман и други. Године 1908. у Београду је одржана и тродневна обука о испитивању деце, којом је руководио Мојманов ученик Паја Радосављевић.
И метод упитника и Холов покрет доживели су и доста критика. Упитници су често били лоше направљени, задавали су их нестручни испитивачи, коришћени су и за појаве које нису за упитник, сакупљано је мноштво података без повезаности са неком теоријом итд. Ипак, упитник јесте био методолошка новина у поређењу са тада преовлађујућим биографским студијама, а Холов покрет је заиста распалио велики ентузијазам за изучавање детета.

### Вилхелм Прајер
Вилхелм Прајер је по образовању био физиолог и ембриолог. У своју, мора се признати веома значајну књигу, унео је многа сазнања о развоју не само разних животињских врста, него и детета, а такође је унео и резултате четворогодишњих дневничких белешки о понашању свог сина. И Прајер је био под великим утицајем Дарвиновог дела, па је отуда у људском развоју видео једно од биолошких поља које треба попунити и тако постићи обједињеност биолошке науке. Његово прецизно бележење узраста јављања појединих облика понашања није имало за циљ успостављања дескриптивних норми, него је само требало да покаже развојни след и брзину сазревања, која би се онда поредила са брзином сазревања разних животињских врста. И управо ту Прајер одступа од Хекеловог закона, тврдећи да је човеков развој успорен, а не убрзан.
Наиме, по Хекеловом закону следило би да човек има убрзано сазревање (зато што иза њега у еволуцији има много врста, па онда у човековој онтогенези мора да има исто толико квалитативно различитих ступњева), али Прајер тачно запажа да је људско новорођенче најнезрелије у живом свету и да је његова незрелост продужена (овај феномен се у биологији назива неотенија). А то човеку даје велику пластичност, могућности учења и прилагодљивост.
Прајер је сматрао да се душа детета састоји из три дела – из чула, воље и интелекта. О развоју тих делова он пише у одговарајућим поглављима своје књиге. Иако се из сваког дела понешто може издвојити, овде ћемо само укратко указати на поглавље о развоју интелекта, које садржи одељке о развоју језика, социјалне когниције и другог. Посебно је вредно оно што тада Прајер пише о развоју самопоимања. Постављајући питање на ком узрасту се појављује „ја” или „его”, Прајер је предузео низ опсервација и мини-експеримената, а као показатеље самопоимања (или свести о себи) користио је реаговање детета на свој одраз у огледалу и коришћење личне заменице – а оба та поступка су и данас у употреби.
Важно је поменути Прајера и у методолошком погледу. Он је дао неколико методолошких правила о томе како треба посматрати дете и бележити његово понашање, што показује његову високу свест о проблему објективности психолошког метода. Иако та правила нису комплетна, она су одиграла велику улогу, тако да је Прајеров рад подстакао бројне биографске студије у САД и Европи.

### Алфред Бине
Алфред Бине (A.Binet) је био први значајни француски експериментални психолог. По некима, он је такође био први који је пружио доказе да је научна психологија људског развоја могућа. Међутим, значај овог француског психолога не исцрпљује се у тим двема констатацијама.
Бине је био изузетно плодан истраживач и писац. Определивши се за психологију (после напуштања најпре студија права па потом и медицине), Бине је убрзо формирао своја чврста и методолошка и научна гледишта. Сматрао је да научно сазнање о развоју било којег феномена не сме да почива на само једном методолошком поступку, било то упитничко испитивање великих узорака или интензивно проучавање појединачног случаја, али да ниједну од тих метода (као ни друге) не треба одбацити. Штавише, осим плуралитета метода, он се залагао и за разноликост испитаника (од ментално заосталих преко просечних до надарених и изузетних), разноврстност индикатора итд. Он сам је примењивао разне методе. Посебно је познат по дугогодишњем проучавању развоја памћења користећи као испитанике две своје кћери, са уверењем да психологија може много да добије испитивањем појединаца које истраживач интимно познаје и чију историју искуства зна (рођаци, пријатељи). Такође је користио и методе које обухватају велике узорке. Стога се може рећи да је Алфред Бине први који је држао суштински важним ''обе научне психологије'' (поделу је Кронбах увео у психологију 1957. године) – експерименталну (дечју)  психологију и студију индивидуалних разлика.
Ипак, сви доприноси Бинеа психологији иду на једну страну, а његова скала за испитивање интелигенције у развоју – на другу. Не греше они који веле да је та скала онај појединачни психолошки изум који је остварио највећи утицај на модерна западна друштва.
Покрет за проучавање детета имао је, као и другде, свој одјек и у Француској, где је формирано Друштво за проучавање детета чији је Бине убрзо постао најистакнутији члан. Друштво је имало утицаја и на тадашње француске просветне власти, на чији подстицај су оне најпре успоставиле комисију за специјална одељења у школама а затим и одобриле израду ''менталног теста'' који би био коришћен за дијагностику ментално заостале деце пре поласка у први разред. Бине се прихватио, са лекаром Симоном, и тога задатка, те је већ 1905. године светло дана угледала прва верзија скале (потом још две ревизије, 1908. и 1911. године). Међутим, осим саме скале која је била од огромне практичне вредности, важно је било још нешто.
Наиме, у то време постојали су разни ''ментални тестови'' (израз који је први увео Џејмс МекКин Кател 1890. године) намењени мерењу појединих елементарних сензорних и моторних способности, као што су дискриминација боја, брзина реакције и сл. Ако је у тој сфери елементарних функција такав молекуларни приступ био адекватан, са великом прецизношћу мерења и малим индивидуалним разликама, онда је, за Бинеа, у сфери виших функција као што је интелектуална способност био примеренији – и свакако практично употребљивији – моларни приступ који ће жртвовати прецизност мерења али ће, заузврат, захватити далеко веће индивидуалне разлике. Тако су настали задаци у виду понављања цифара, проблемских питања итд. Ово опредељење за моларни приступ психологија је често касније потврђивала, јер се показивало да у разним новим областима мерења он даје боље предикције и класификације него молекуларни.

### Џејмс Марк Болдвин
Џејмс Марк Болдвин је такође спадао међу оне научнике који су развојну психологију видели у блиској вези са биологијом. Пишући своју утицајну књигу Ментални развој детета и расе (1895), навео је, као свој циљ,  стварање ''система генетичке психологије''  који би могао достићи синтезу тадашње биолошке теорије органске адаптације (тј. еволуционе теорије) са теоријом дечјег развоја. Тежећи ка тој синтези Болдвин је своју развојну анализу (која делом почива, по угледу на Прајера, на подацима добијеним посматрањем своје деце) окренуо ка когнитивном развоју и социјалној и когнитивној основи личности. Са таквим циљем, и са позадином у виду проблема односа између еволуције и онтогенезе, логично је што Болдвин ствара теорију ступњева у когнитивном развоју. Многе од његових идеја, па чак и појмова, касније су нашле места у неким разрађенијим теоријама когнитивног развоја, нарочито код Пијажеа и Колберга.
Друга књига коју је Болдвин написао (1896. године) носила је назив Социјалне и етичке интерпретације менталног развоја: студија социјалне психологије. Било је то први пут да се у наслову појави социјална психологија. Идеје из ове књиге у психологији су дуго биле заборављене (али нису у социологији), да би тек крајем седамдесетих година 20. века поново оживеле. То су идеје о социјалној интеракцији, о детету које је уједно и чинилац и производ социјалне организације, о двосмерној повратној спрези између детета и социјалног окружења и друге.

### Сигмунд Фројд
Сигмунд Фројд је, с једне стране, био врло различит од претходно описаних пионира развојне психологије, али је, с друге стране, делио са њима и нешто заједничко.
Оно што Фројда разликује јесте метод: он није испитивао велике узорке деце посредством неког спољашњег објективног поступка. Његова емпиријска евиденција потиче од врло малог броја деце, заправо његов примарни извор евиденције чинили су одрасли, тј. њихова реконструисана сећања из детињства. Тај метод је само донекле сличан Бинеовом: исцрпно проучавање случаја који се интимно познаје. Међутим, нити је то проучавање вршено у лабораторији (него у ординацији), нити је основна сврха било сазнање о развоју (него психотерапија). Како је онда од психоанализе као психотерапијског метода (поступка лечења неуроза) настала психоанализа као теорија развоја личности? Метод сам по себи није нужно носио такву теорију.
Један одговор на то питање свакако лежи у подацима откривеним током третмана неурозе, који су указивали на дечју сексуалност, примарност раних искустава итд. Али ни други разлог није мање важан. Наиме, Фројд је био „припремљен” за стварање управо развојне теорије: с једне стране општом интелектуалном климом тога времена (коју снажно обележава теорија еволуције и Хекелов биогенетски закон), а са друге својим претходним образовањем (неуробиологија и отпочете студије ембриогенезе у Паризу).
Сви ти разлози довели су до развојне теорије  са ''предодређеном'' секвенцом ступњева (орални, анални итд.), са појмом фиксације и задржаног развоја, са претпостављеном непрекидном борбом инстинката итд.
Ипак, колико год Фројд био различит од Прајера, Бинеа и других, његова теорија имала је неупоредиво већи утицај у целом двадесетом веку.
Хол, Прајер, Бине, Болдвин и Фројд нису били једини пионири развојне психологије који су деловали у овом периоду, иако јесу били најкрупније фигуре. Поред њих треба поменути и друге, нарочито Џорџа Џона Романеса и Виљема Штерна (Штерн је творац појма ”количник интелигенције”). Осим њих, по угледу на Прајера воде се бројне биографске студије и њихови резултати објављују; тако се 1893. године појављује биографска студија Милисент Шин, 1896. Катарине Мур, као и друге.
Најзад, треба рећи да се у овом периоду делатност од значаја за развојну психологију не ограничава само на истраживање и теоретисање. Већ је поменуто покретање нових часописа, а треба поменути и примењену страну ове научне дисциплине. На Универзитету Пенсилваније оснива се прва психолошка клиника 1896. године, на којој се проучава дечја психопатологија. И на другим пољима нови посленици у дечјој психологији окрећу се пракси, делујући као адвокати деце у настојањима да се поправи њихов друштвени положај, законски забрани дечји индустријски рад, побољша образовање у школама итд.

## Средњи период (1913—1946)
И овај, ''средњи'' период у историји развојне психологије, посматраћемо са три стране – институционалне, методолошке и теоријске.
Институционализацијом једна научна дисциплина постаје друштвена делатност, бива призната и укорењена. Заслуге за институционализацију развојне психологије највише припадају Холовом Покрету за проучавање детета који почетком XX века достиже свој врхунац. Нарочито у Северној Америци (која за дуги низ деценија представља центар нове дисциплине) долази до оснивања низа нових института за проучавање дечјег развоја; те институте прати и оснивање фондова, државних и приватних, из којих се научна истраживања финансирају. Упркос ратовима (Први и Други светски рат) и великој економској кризи тридесетих година (и повлачењу фондова узрокованих тим догађајима), нашло се начина да неки институти уживају непрекидну финансијску подршку. То је било посебно значајно стога што стални извори финансирања омогућавају дуготрајне лонгитудиналне студије. Неке од њих започете су управо у овом периоду.
Институционализација развојне психологије не огледа се само у оснивању института. Године 1933.  у САД је основана интердисциплинарна организација под називом ''Друштво за проучавање дечјег развоја'' (SRCD – Society for Research in Child Development) која и данас делује. Оснивају се нови часописи (Child Development, Child Development Monographs) и магазини (Child Study, Parent’s Magazine), а од 1931. до 1946. године објављују се три велика зборника чији је циљ да покаже стање метода, налаза и теорија у новој дисциплини (нови зборници појављују се и касније – 1954., 1970., 1984. и 1998.).
Из пионирског периода развојна психологија изашла је са много више теоријских питања него метода. Практично, цео методолошки арсенал састојао се из Бинеовог теста, биографских студија (са методом посматрања у основи) и упитника (са малом научном вредношћу). Зато је императив средњег периода био да се нађу погодне методе за емпиријско проучавање, односно начини превођења теоријских идеја у емпиријске истраживачке поступке.
Бинеов метод је био највећи методолошки капитал наслеђен из првог научног периода. Убрзо су уследиле националне ревизије (стандардизације) Бине-Симонове скале, од којих су најпознатије америчке (везане за име Луиса Термана). У Србији је такође начињена, под руководством Борислава Стевановића, једна верзија 1937. године (нова ревизија начињена је почетком 70-тих година 20. века у Институту за психологију у Београду).
Осим тога, Бинеов метод је подстакао и конструкцију друкчијих тестова, као и бројна испитивања интелигенције тим тестовима, што се често назива покретом менталног тестирања. Ипак, тај покрет није довео до једне обухватне теорије развоја интелигенције, а поред тога је задуго остао некако по страни од експерименталних приступа интелигенцији у развоју (какав је био, напр. Пијажеов).
Међутим, вредност Бинеове скале није лежала само у томе што се могла користити за тестирање школске деце. Поузданост тога метода (уопште: тестова за мерење интелигенције) пружала је могућности да се упореди улога различитих делова популације, различитих узраста и различитих контекстуалних услова, процене ефеката раног искуства итд. Посебно је важно да је тај метод омогућио прве лонгитудиналне студије  интелектуалног развоја. 
Аутор прве лонгитудиналне студије био је управо Луис Терман. Године 1921. он је одабрао узорак од 952 надарене деце узраста од 2 до 14 година (чији је IQ био 140 или виши) и отпочео праћење интелектуалних и понашајних особина, које се наставило кроз скоро цео XX век (касније су студијом обихваћене и нове особине и нови испитаници, укључујући и супружнике и децу испитаника из почетног узорка)
.
Убрзо су отпочеле и друге лонгитудиналне студије у САД. Најпознатије су оне које су спровођене на Берклију i Фелс институту. Осим тих дуготрајних, спровођене су и краткотрајније лонгитудиналне студије. Мери Ширли  спровела је двогодишњу студију моторног, емоционалног и социјалног развоја деце. Неке од тих студија садрже и експерименталну манипулацију услова под којима се одвија развој, а као испитанике користе близанце.
Када је Бине-Симонова скала стигла у САД и показала стабилне мере појединаца кроз време, то је најпре схваћено као показатељ урођених капацитета интелектуалног функционисања. Међутим, убрзо су експерименталне манипулације показале да је могуће, чак у кратком времену, повећати IQ за више од једне стандардне девијације, што је отворило питање срединских доприноса интелигенцији и, основније, питање односа између наслеђа и средине (то питање било је ”на дневном реду” дискусија и Прајера, Болдвина и Хола). Поред ове врсте експеримента (који јесу прави развојно-психолошки експерименти), чињени су и друкчији – експерименти са децом. Први такав је спровео Џон Вотсон са сарадницом Рајнеровом, 1920. године.
И други методи појављују се у овом периоду. У Бечу Шарлота Билер (Buhler) 1926. године анализира дневнике адолесцената из неколико земаља (Сад, Аустрије, Чехословачке, Мађарске, Немачке и Шведске) и открива низ заједничких карактеристика, упркос различитим условима у којима живе; сличност је већа код девојака (преовлађују романтичне теме). Флоренс Гудинаф (F. Goodenough) 1930. године користи цртеж људске фигуре као метод процене способности. Жан Пијаже у институту Жан-Жак Русо у Женеви користи клинички метод у испитивању дечјег мишљења, а у Москви Виготски разрађује генетичко-експериментални метод.
Метод посматрања се усавршава: побољшавају се процедуре посматрања, контрола услова у којима се врши, уводе се техничка помагала (филмско снимање). Побољшавају се и статистичке методе обраде података.
У целини узев, методе процене способности и понашања брже напредују од метода процене личности.
У овом периоду најкрупније обележје развојне психологије као теорије састоји се у фрагментацији. Нове теорије које се сада зачињу и уобличавају наслањају се на идеје Прајера, Болдвина и Фројда, али се развијају свака за себе, са својим посебним кугом проблема, својим методама и појмовима. Међусобна комуникација изостаје. Крах рекапитулационе теорије оставио је празнину управо на месту опште теорије психичког развоја, али се скоро свака од посебних теорија доживљава као, у најмању руку, претендент на место опште.
И психоанализа се сматрала једином обједињујућом теоријом психичког развоја. Међутим, иако у овом периоду њен оснивач Сигмунд Фројд наставља да ради на својој теорији, и у њој долази до одвајања. Најпре су Карл Густав Јунг и Алфред Адлер кренули својим независним правцем, а после су се јавили и неофројдовци (Х. С. Саливан, К. Хорнај, Е. Фром), који су остајали психоаналитичари али су изменили ову или ону темељну поставку.
Почетак овог периода обележен је настанком бихејвиоризма у САД, али Џон Вотсон, осим већ поменутог експеримента, није узео активног учешћа у емпиријском проучавању развоја (схваћеног, наравно, као историја понашања обликованог учењем). Неки његови сарадници (и не само они) су 20-тих и 30-тих година наставили да се баве условљавањем деце (доказавши могућност условљавања новорођенчета и фетуса). Вотсонова сарадница Мери Џонс је, на другом детету (”случај Питер”) показала како се гасе условљавањем створене јаке емоционалне реакције (страх).
Ипак, оно што је најзначајније дао овај правац састојало се у његовом „браку” са психоанализом; реч је о теорији социјалног учења или социјалном необихејвиоризму. Под тим називом крије се једна група теорија (Долард и Милер, Сирс и други) која је, комбиновањем принципа учења са психоаналитичким појмовима и поставкама, настојала да објасни развој личности (црте личности, савест, агресивност итд.). Из разраде ове теорије проистекла је и једна књига намењена родитељима и другим који се баве децом: Бенџамин Спок је 1945. године објавио књигу која је доживела више издања и била превођена на стране језике.
У овом периоду на институту Жан-Жак Русо у Женеви Жан Пијаже почиње да ствара једну од најутицајнијих теорија развоја интелигенције. Крајем 20-тих у Совјетском Савезу неколико теоријских активиста настоји да конструише марксистичку психологију. Међу њима је и Лав Виготски, који се окреће развојној психологији.
Угледавши се на Хола и његово наглашавање биолошких чинилаца, Арнолд Гезел истиче сазревање и спроводи пажљиву нормативно-дескриптивну студију. Гезел прати физички, моторни и перцептивни развој, дајући детаљне узрасне норме тих аспеката онтогенезе, које великим делом и данас важе.
Један од значајних истраживача дечјег понашања у овом периоду је и Курт Левин. Полазећи од своје теорије поља (по којој су и понашање и развој функција тоталне ситуације, односно личности и поља) и наглашавајући психолошку средину (тј. средину како је види и доживљава особа), Левин спроводи пионирска истраживања разрешавања конфликата, групне динамике, нивоа аспирације и реаговања деце на препреке и фрустрације. Левинова теорија поља позната је и под називом еколошка, али ће се посебна еколошка теорија људског развоја појавити и развити после Другог светског рата (односно неколико варијанти те теорије, од којих је најпознатија Бронфенбренерова).
И низ других научника у овом периоду дају нове и вредне доприносе развојној психологији.
Ослањајући се на нова открића у ембриологији (о пресађивању ткива, значају контекста ћелијског једра у организацији ембриогенезе и сл.), ствара се теорија система или „организмичка” теорија биолошког развоја. Полазећи од те перспективе Т. Ц. Шнирла и З.-Ј. Куо врше бројне опите на животињама; први од њих укључује и социјалне чиниоце у контекст развоја, док други демонстрира улогу активности јединке у развоју моторике.
У Бечу Ш. Билер проучава социјално понашање деце и повлачи разлику између социјално независног, социјално зависног и социјално слепог детета.

## Савремено доба (од 1946)
После застоја у истраживачкој активности током ратних година, уследио је дуг период интензивног научно-истраживачког рада и теоретисања. Нови методолошки поступци, технике и процедуре се уводе, али им је и ”животни век” све краћи; уводе се техничка помагала (филмско снимање, звучни записи, једносмерно стакло итд.). Поједине теме улазе у жижу интересовања развојних психолога, остају кратко време на врху ”топ листе”, затим одлазе у други план, уступајући место другим темама. Практична примена развојне психологије све више се шири: дечји психолози учествују у стварању ТВ серија за децу (Улица Сезам), креирају и спроводе програме планског подстицања когнитивног развоја (Head Start Programme) итд.
У првом делу овог периода највећи успон бележе теорије социјалног учења. Основна схема њихових истраживања је следећа: региструју се варијабле најопштије означене појмом гајења деце (стилови васпитања, дисциплинске технике, квалитет односа родитељ-дете, награда и казна), па се оне затим повезују (кроз корелацију) са особинама детета (агресивност, полно типизирање, зависност, савест). Средином 60-тих година често се користи експеримент са децом, у покретној лабораторији снабдевеној једносмерно прозирним стаклом.
Међутим, породица теорија социјалног учења доживљава и промене.
Прво, и унутар њих долази до поделе. Највећу доноси Алберт Бандура, који већ крајем педесетих година почиње стварање теорије учења по моделу (или имитације, чији значај је некада истицао Болдвин). Нова теорија конкурише старим из исте породице у објашњавању истих облика понашања, црта личности и мотива.
Друго, такође унутар породице јављају се нагласци на двосмерном утицају (стара Болдвинова идеја) и повратној спрези (и дете утиче на сопствени развој) и социјалној интеракцији, као и на алтруизму и просоцијалнпом понашању (дакле позитивној страни, а не само негативној и сукобној).
Треће, когнитивне теорије почињу све снажније да нуде објашњења истих феномена, које су дотад покривали појмови теорија учења (поткрепљење, генерализација, секундарни нагон итд.). Казна и награда утичу на обликовање понашања, узмимо то као пример, не зато што негативно или позитивно поткрепљују, него зато што их дете схвата као израз онога што одрасли не жели или жели; укратко, те дисциплинске мере, по когнитивистима, представљају инструкције детету од стране одраслог (родитеља или експериментатора).
Проучавање когнитивног развоја, у неку руку главне теме развојних психолога одувек, у овом периоду добија снажан замах. Најпре у то поље улази Пијажеова теорија, а временом и друге: когнитивно-информациони приступ, теорија Виготског и различите културалистичке теорије, на крају конекционистичке, неопијажеовске и друге.
Стари проблем односа између еволуције и онтогенезе проширује се новим чланом – трансгенерацијским преношењем, односно проучавањем значаја творевина ранијих генерација и механизама њиховог преношења новим генерацијама деце и младих.
Иако су одавно постојале иницијативе да се људски психички развој проучава у целом животном току, развојна психологија је дуго остајала сведена на дечју психологију, односно на психологију деце и младих, до настанка зрелости. Ипак, у овом периоду тај недостатак почиње да се отклања: бројна истраживања и теоријска уобличавања покривају и остале узрасте, зрелост и старост.
Као посебан развојно-психолошки феномен издваја се феномен везаности детета за мајку (attachment). Џон Болби (Bowlby) је током 60-тих година, комбинујући етолошку психологију са психоанализом, створио нову теорију везаности и везивања, коју су његови сарадници методолошки разрадили и тако пружили изузетно снажан подстицај за истраживања.